# メガネの大宝堂
メガネの大宝堂（メガネのたいほうどう）は熊本県熊本市中央区に本社を構え、熊本県内に店舗展開する眼鏡、補聴器、光学品の販売店であり、アイウェアの専門店「Visio」を運営する企業。

## 概要
1907年（明治40年）布田龍一郎により創業。創業者の父、源吉は下通で旅館から始めて商店、貸家と手広く商売を行っていた人物で、龍一郎も独立して上通で店を開いた。当初は眼鏡のほかに時計も販売していたが、眼鏡の方が儲かるため眼鏡専門に転じた。昭和初期には富裕層が人力車で乗り付け、活況を呈した。
戦後は1953年の熊本大水害により大きな被害を受けたが復旧。
1969年に支店展開を始め、1977年には上通の再開発にともない、上通本店を改築。以降、徐々に店舗数を増やし1984年からは市外店を展開していった。2003年時点では熊本県内に10店舗以上を展開していたが、2004年以降は経営不振により閉店が続いた。2019年の時点では5店舗、2022年現在では7店舗を展開。
2012年からは下通店をブランド品を専門に扱う新業態「Visio」として再開店。また従来補聴器の扱いは小さかったが、2013年には本店に専用のフロアを設けて設備を拡充している。
2016年の熊本地震により下通店が全壊したが、2018年くまもと復興応援ファンドの投資を受け、隣接する高栁時計宝飾店と共同で5階建てのTTビルを建設。同ビルに店舗をオープンしている。
同じ九州地域で「メガネのヨネザワ」を運営するヨネザワの創立者、米澤房朝が店員として働いていた。

## 沿革
- 1907年 - 創業。
- 1951年 - 設立。
- 1953年 - 熊本大水害により大きな被害を受ける[3]。
- 1969年 - 交通センターに支店を出店[11]
- 1972年 - 下通店開店。[12]。
- 1977年 - 上通の再開発に伴い上通本店改築[13][14]。
- 1979年 - 本店のアートスペースにてアントニオ・ガウディ展開催[15][16]。
- 1980年 - 寿屋楠店開店。
- 1981年 - アートスペースを一般利用可能なギャラリーとしてオープン。
- 1982年 - 県庁前店開店[7]。
- 1984年 - 一の宮町に出店（初の市外店）[17]。
- 1989年 - 八代市に出店[18]。
- 1992年

テナント店であった楠店を独立させ麻生田店とする。
アートスペースにて建築家の緒方理一郎記念展を開催。
- 2003年 - 熊本県内に10店舗以上を展開[4]。
- 2004年 - 益城店、麻生田店を閉店[22]。
- 2012年

9月1日株式会社に組織変更。
下通店をブランド品を専門に扱う新業態「Visio」として再開店。
- 2013年 - 本店に補聴器専用のフロアを設ける[8]。
- 2016年4月 - 熊本地震により下通のVisioが全壊。
- 2018年11月17日 - 高栁時計宝飾店と共同でTTビルを建設し、Visio新装オープン[24]。
- 2020年4月 - テナント店として嘉島店オープン。

## アートスペース
本店の地下1Fには美術品や書の展示会が可能なアートスペースを設けている。このスペースは1977年に本店を改築した際、設計を担当した建築家の緒方理一郎が当時空いていた地階に注目、緒方の申し出で1979年にアントニオ・ガウディ展の会場として利用された。展覧会に伴い仕切りや照明も整備され、1981年からはギャラリーとして一般の利用を受け付けるようになった。1992年には緒方の記念展が開かれた。

## テレビ番組
- 日経スペシャル ガイアの夜明け 雇用動乱 第2章 ～正社員はどうなる!?～（2009年6月30日、テレビ東京）[26] - 新しい会社再建を取材。